# Museu Hidroelèctric de Capdella
El Museu Hidroelèctric de Capdella es un museu lleidatà, inaugurat el 2001, amb l'objectiu de preservar i difondre el patrimoni hidroelèctric de la vall Fosca. Està ubicat en el recinte de la Central Hidroelèctrica de Capdella, al nord de la vall.
El museu explica com va sorgir la idea d'aquesta central, la primera central hidroelèctrica de Catalunya dedicada a la producció de corrent altern, el seu funcionament i el trasbals que va patir la vall. El museu pertany a la xarxa temàtica del Museu de la Ciència i de la Tècnica de Catalunya i de la xarxa territorial dels Museus de l'Alt Pirineu i Aran. La visita al museu permet fer un recorregut històric des que va sorgir la idea de la central hidroelèctrica fins que, el 1914, es va posar en funcionament per primera vegada, passant pels canvis econòmics, socials i d’infraestructura que aquest procés va suposar. Les instal·lacions del museu ofereixen la possibilitat de visitar els estanys, la canalització de l'aigua, el saltant, les turbines a la central pròpiament dita i el traçat de la conducció de l'energia fins als centres de consum.